# کریگ هاتچیسون (شناگر)
کریگ هاتچیسون (به انگلیسی: Craig Hutchison) (زادهٔ ۲۶ مهٔ ۱۹۷۵) شناگر اهل کانادا است.